# 3-己酮
3-己酮，是一种酮，可以用作溶剂和化学中间体。

## 制备
3-己酮可以通过3-己醇的氧化合成：
3-己酮也是丙基溴化镁与丙腈发生格氏反应的产物：

## 同分异构体
- 2-甲基-3-戊酮
- 3-甲基-2-戊酮